# Eduardo Fabini

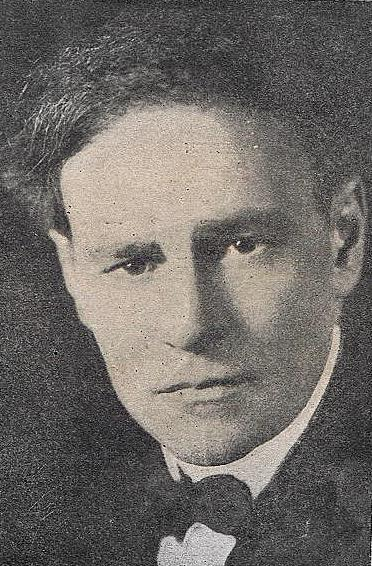
Eduardo Fabini

Eduardo Félix Fabini (* 18. Mai 1882 in Solís de Mataojo; † 17. Mai 1950 in Montevideo) war ein uruguayischer Komponist und Violinist.

## Leben
Fabini erlernte als Kind das Akkordeon- und Harmoniumspiel, bevor er am Konservatorium La Lira in Montevideo bei Romeo Masi, Virgilio Scarabelli, Miguel Ferroni und Italo Casella studierte. Ab 1899 war er Schüler von César Thomson und August de Boeck am Konservatorium in Brüssel, wo er 1902 den ersten Preis im Fach Violine erhielt. 1903 kehrte er nach Uruguay zurück und trat am Teatro Solís in Montevideo als Solist auf.
Nach einer erneuten Europareise gehörte Fabini 1907 zu den Gründern des Conservatorio Musical del Uruguay und war 1913 Mitbegründer der Asociación de Música de Cámara. Mit der Uraufführung seiner sinfonischen Dichtung Campo 1922 im Teatro Albéniz in Montevideo wurde er als bedeutender Komponist bekannt. Das Werk erlebte alsbald Aufführungen in Buenos Aires (mit den Wiener Philharmonikern unter Richard Strauss), New York, Washington, Madrid, Barcelona, Berlin, Moskau, Valencia, Rio de Janeiro und in Wien. Es wurde als erstes Stück eines lateinamerikanischen Komponisten 1927 auf Schallplatte aufgenommen.
1927 wurde Fabini Kulturattaché an der uruguayischen Botschaft in den USA. 1943 wurde er Direktor des Conservatorio Nacional de Música von Uruguay.

## Werke
- Triste Nº 1 für Gitarre
- Triste Nº 2 für Violine
- Estudio arpegiado
- Intermezzo Nº 1 für Klavier
- Intermezzo Nº 2 für Klavier
- Mozartiana para piano
- Las flores del campo
- Campo, sinfonische Dichtung, 1910, 1921
- La patria vieja, lyrisches Poem für Sopran, Sprecher, Frauenchor und Orchester nach Texten von Yamandú Rodríguez und Carlos Cantú, 1925
- La Isla de los Ceibos, 1926
- Fantasía para violín y orquesta. 1929
- La Melga sinfónica, 1930
- Mburucuyá, 1933
- Mañana de reyes, Kinderballett, 1934–37
- Luz mala
- El arroyo descuidado
- El poncho
- Las flores del monte
- La huella
- El grillo
- El tala
- El nido
- Hormiguita negra
- Barquito
- Los pollitos
- Vaquita colorada
- Los soldaditos
- Bichito de luz
- Himno al mar
- Himno de la juventud estudianti